# Quyết tâm chia tay
Quyết tâm chia tay (tiếng Anh: Decision to Leave; tiếng Hàn: 헤어질 결심; Hanja: 헤어질 決心; RR: Heeojil gyeolsim; n.đ. 'Decision to Break Up') là một bộ phim điện ảnh bí ẩn lãng mạn của Hàn Quốc năm 2022 do Park Chan-wook sản xuất, đồng biên kịch và đạo diễn. Phim có sự tham gia diễn xuất của Thang Duy và Park Hae-il. Tháng 4 năm 2022, phim được chọn để tranh giải Cành cọ Vàng tại Liên hoan phim Cannes lần thứ 75, nơi Park Chan-wook đoạt giải Đạo diễn xuất sắc nhất. Phim được phát hành tại rạp chiếu vào ngày 29 tháng 6 năm 2022 ở Hàn Quốc. Phim được chọn là tác phẩm đại diện cho Hàn Quốc trong hạng mục Phim quốc tế xuất sắc nhất tại lễ trao giải Oscar lần thứ 95.

## Nội dung
Phim xoay quanh một thám tử Hae-jun (Park Hae-il) rơi vào lưới tình với một goá phụ bí ẩn Seo-rae (Thang Duy) sau khi cô trở thành nghi phạm chính trong cuộc điều tra vụ án giết người mới nhất của anh.

## Diễn viên
- Thang Duy vai Seo-rae
- Park Hae-il vai Hae-jun
- Lee Jung-hyun vai Jung-an
- Go Kyung-pyo vai Soo-wan
- Park Yong-woo vai Ho-shin
- Jung Yi-seo vai Yoo Mi-ji[8]

Khách mời đặc biệt
- Kim Shin-young vai Yeon-su[9]
- Park Jung-min vai San-oh[9]
- Seo Hyun-woo vai Sa Cheol-seong[9]
- Teo Yoo vai giám đốc Lee[9]
- Go Min-si[9]
- Lee Hak-joo vai Lee Ji-gu[10]
- Yoo Seung-mok vai Ki Do-soo[10]
- Jeong Ha-dam vai Oh Ga-in[10]
- Choi Dae-hoon vai bác sĩ khám chữa mất ngủ[11]
- Joo In-young vai giám đốc công ty Caregiver

## Sản xuất
Phim được Moho Film chịu trách nhiệm sản xuất với CJ Entertainment tài trợ và phân phối. Phim bắt đầu giai đoạn quay phim chính vào tháng 10 năm 2020.
Trong buổi phỏng vấn vào tháng 10 năm 2021, đạo diễn Park Chan-wook cho biết đoàn phim đang thực hiện công đoạn hậu kỳ, nhưng vẫn chưa xác định được ngày phát hành.

## Phát hành
Quyết tâm chia tay được chọn để tranh giải Cành cọ Vàng tại Liên hoan phim Cannes năm 2022 được tổ chức từ ngày 17 đến ngày 28 tháng 5 năm 2022. Phim được công chiếu lần đầu tiên tại Nhà hát lớn Lumière vào ngày 23 tháng 5 năm 2022 và sau đó được phát hành tại các rạp chiếu phim của Hàn Quốc vào ngày 29 tháng 6 năm 2022. Tháng 4 năm 2022, dịch vụ phát trực tuyến MUBI mua bản quyền phim ở Bắc Mỹ, Vương quốc Anh, Ấn Độ và Thổ Nhĩ Kỳ. Phim sẽ được công chiếu tại Hoa Kỳ và Vương quốc Anh vào ngày 14 tháng 10 năm 2022. Theo CJ E&M, bản quyền phim được bán cho 192 quốc gia trước khi công chiếu tại Liên hoan phim Cannes lần thứ 75. Phim được công chiếu ở Bắc Mỹ tại Liên hoan phim Quốc tế Toronto vào tháng 9 năm 2022 và công chiếu ở Hoa Kỳ tại Liên hoan phim quốc tế Fantasia từ ngày 22 đến 29 tháng 9.

## Đón nhận

### Doanh thu phòng vé
Phim được phát hành vào ngày 29 tháng 6 năm 2022 tại Hàn Quốc. Phim ra mắt ở vị trí số 1 phòng vé của Hàn Quốc với 114.592 vé. Ngày 13 tháng 7, phim vượt mốc 1 triệu lượt xem sau 2 tuần công chiếu.
Tính đến  ngày 8 tháng 8 năm 2022, Quyết tâm chia tay là phim điện ảnh Hàn Quốc có doanh thu cao thứ 6 trong năm 2022 với tổng doanh thu là 14,200,266 USD và 1,787,804 vé.

### Đánh giá chuyên môn
Trên trang web tổng hợp các đánh giá Rotten Tomatoes, phim nhận được 94% trong số 33 bài đánh giá tích cực với điểm trung bình là 8,3/10. Các nhà phê bình trên trang web đồng thuận cho rằng, "Nếu Quyết tâm chia tay không ngang tầm với các kiệt tác của Park Chan-wook, thì bộ phim kinh dị lãng mạn này vẫn là một thành tích đáng nể so với bất kỳ tác phẩm nào khác." Metacritic đánh giá phim với điểm trung bình là 88/100 dựa trên 15 bài đánh giá của các nhà phê bình, cho thấy "sự hoan nghênh toàn cầu".

### Giải thưởng
| Giải thưởng              | Ngày tổ chức        | Hạng mục                   | Đề cử              | Kết quả   | Nguồn  |
| ------------------------ | ------------------- | -------------------------- | ------------------ | --------- | ------ |
| Liên hoan phim Cannes    | 27 tháng 5, 2022    | Cành cọ Vàng               | Quyết tâm chia tay | Đề cử     | [ 29 ] |
| Liên hoan phim Cannes    | 27 tháng 5, 2022    | Đạo diễn xuất sắc nhất     | Park Chan-wook     | Đoạt giải | [ 29 ] |
| Liên hoan phim Jerusalem | 21–31 tháng 7, 2022 | Phim quốc tế xuất sắc nhất | Quyết tâm chia tay | Đề cử     | [ 30 ] |